# Inhumation céleste
L'inhumation céleste, appelée aussi funérailles célestes ou enterrement céleste (du chinois : 天葬 ; pinyin : tiānzàng), en tibétain : བྱ་གཏོར་, Wylie : bya gtor, pinyin tibétain : jhator, littéralement « dispersé par les oiseaux », est un mode d'élimination des corps, qui est pratiqué en Chine (Qinghai, Mongolie-Intérieure, Sichuan, Tibet), en Mongolie, au Népal et en Inde et qui consiste à exposer les cadavres à l'air libre afin qu'ils soient dévorés par des vautours.

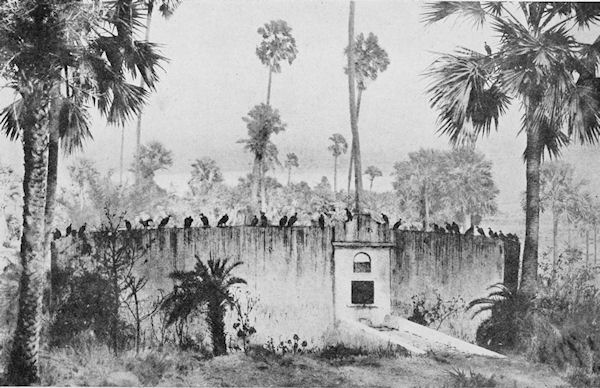
Tour du silence à Bombay

## Description

### Zoroastrisme
À Bombay, en Inde, où le zoroastrisme, religion datant au moins du Ier millénaire av. J.-C., est toujours pratiqué, de  grandes tours ont été érigées pour des rituels similaires. En effet, dans cette religion, où la mort est considérée comme l'œuvre d'Angra Mainyu, dès que le corps meurt, il devient impur. Contaminer les éléments tels que la terre, l'air, le feu, et l'eau, tous créés par dieu, serait un sacrilège. Les corps sont donc placés en haut d'une Tour du silence, ou dakhma, afin d'être exposés au soleil et dévorés par les vautours et autres oiseaux de proie.

### Bouddhisme tibétain

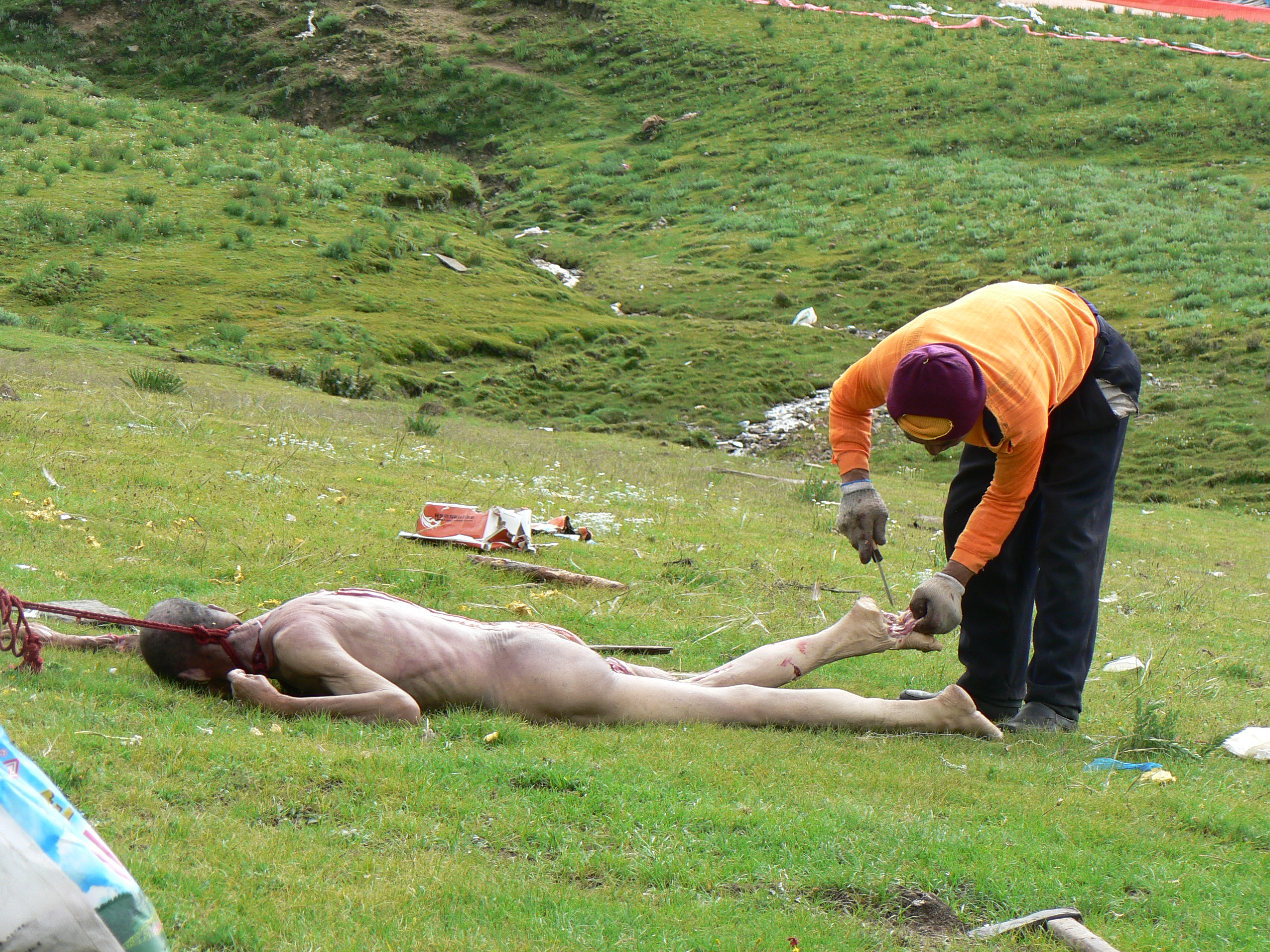
Découpage du corps du défunt par le rogyapa.

Au Tibet, une fois le corps déposé dans l'herbe, le moine chante en tournant autour du défunt et en brûlant de l'encens. Le corps est ensuite découpé par le rogyapa, puis la chair est mélangée à de la farine d'orge, du thé et du lait de yak, avant d'être donnée aux vautours.

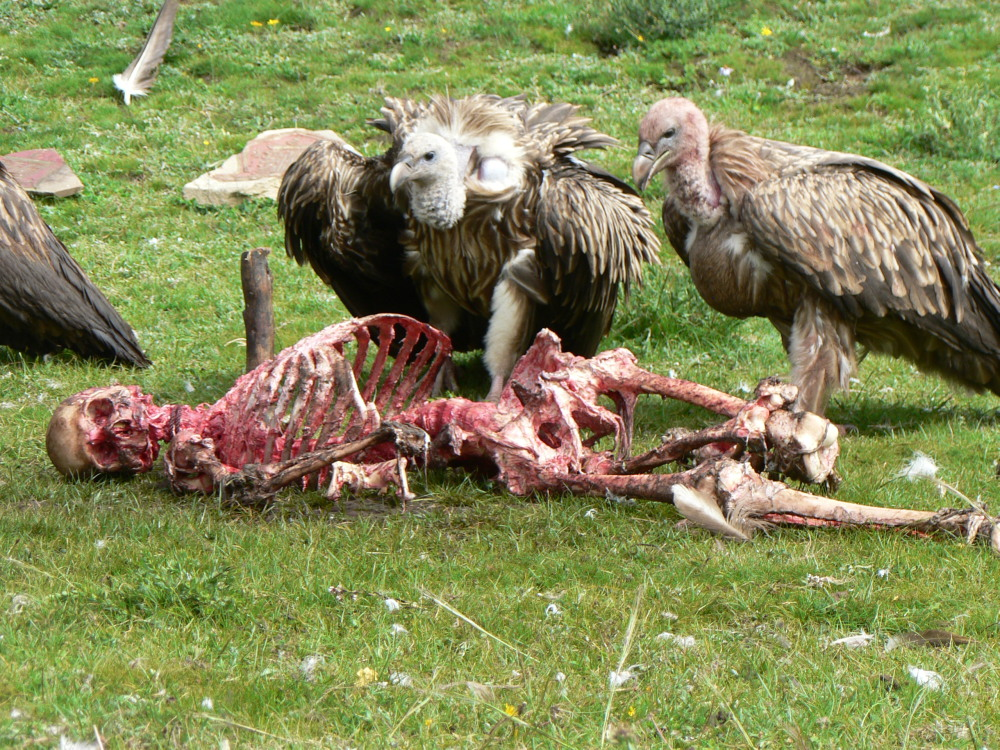
Vautours dévorant un défunt.